# Anomala emortualis
Anomala emortualis är en skalbaggsart som beskrevs av Blanchard 1851. Anomala emortualis ingår i släktet Anomala och familjen Rutelidae. Inga underarter finns listade i Catalogue of Life.